# Huancavelica
Huancavelica é uma cidade do Peru, capital da região de Huancavelica e da Província de Huancavelica. Tem cerca de 42 mil habitantes.